# Sandra Zapletal
Sandra Zapletal (* 29. Jänner 1977) ist eine ehemalige österreichische Handballspielerin die aktuell als Jugendkoordinatorin und Handballtrainerin tätig ist.

## Karriere als Spielerin
Zapletal begann mit 12 Jahren, bei W.A.T. Floridsdorf, Handball zu spielen. Während ihrer Karriere wechselte sie von der Rückraum Mitte Position zur Kreisläuferin. Mit 26 Jahren beendete Zapletal, aufgrund einer schweren Knieverletzung, ihre Karriere als Spielerin.

## Karriere als Trainerin
2002 startete die Arbeit in der Jugend des Handballclub Fivers Margareten, ein Jahr später übernahm Zapletal die Rolle der Jugendkoordinatorin. Seit der Saison 2016/17 trainiert sie die zweite Mannschaft der Margaretner, welche an der HLA Challenge teilnimmt. Zapletal betreute das Junioren-Nationalteam des Jahrgangs 1998 als Co-Trainerin. 2021 wurde sie als Trainerin des Junioren-Nationalteam des Jahrgangs 2006 bestellt.